# إبداع ثقافي
الإبداع الثقافي هو أي ابتكار يخلقه المرء، وهو لا يعد بناءً ماديًا. تشمل الإبداعات الثقافية مجموعة من السلوكيات التي تتبناها مجموعات من الشعوب. وتترسخ هذه الإبداعات من خلال تمريرها على الآخرين ضمن المجموعة أو خارجها. كما تُمَرَّر إلى المجموعات والأجيال المستقبلية. وقد تنبع مصادر الإبداع الثقافي من خارج مجموعة معينة أو من داخلها. وقد ظن آلن هانسن، وهو متخصص في علوم الإنسان والمنتمي لحركة ما بعد الحداثة، أن الغرض التحليلي من دراسة الإبداعات الثقافية لم يكن لاكتشاف أية أجزاء من أنظمة المعتقدات الثقافية التي اُخْتُرِعَت، وإنما لدراسة كيف أصبحت الإبداعات الثقافية مقبولة كقيم أصلية ضمن المجموعات. وقد لاقى هذا المفهوم انتقادًا من قبل الأشخاص المنتمين للمجتمع الأنثروبولوجي وكذلك من مصادر خارجية، ووُصِفَ هذا المفهوم بكونه رجعيًا ومعاديًا للتأصل من الناحية السياسية. ويكمن الخوف في أن، اعتبار الإبداع الثقافي كعملية تؤدي إلى تكون شيء أصلي ومقبول على نطاق كبير قد يقوض تقاليد الأشخاص من السكان الأصليين بالإضافة إلى التشكيك في سلطتهم على ثقافتهم.

## أمثلة
بعض الأمثلة من المجالات التي قد يحدث فيها إبداعات ثقافية تتضمن:

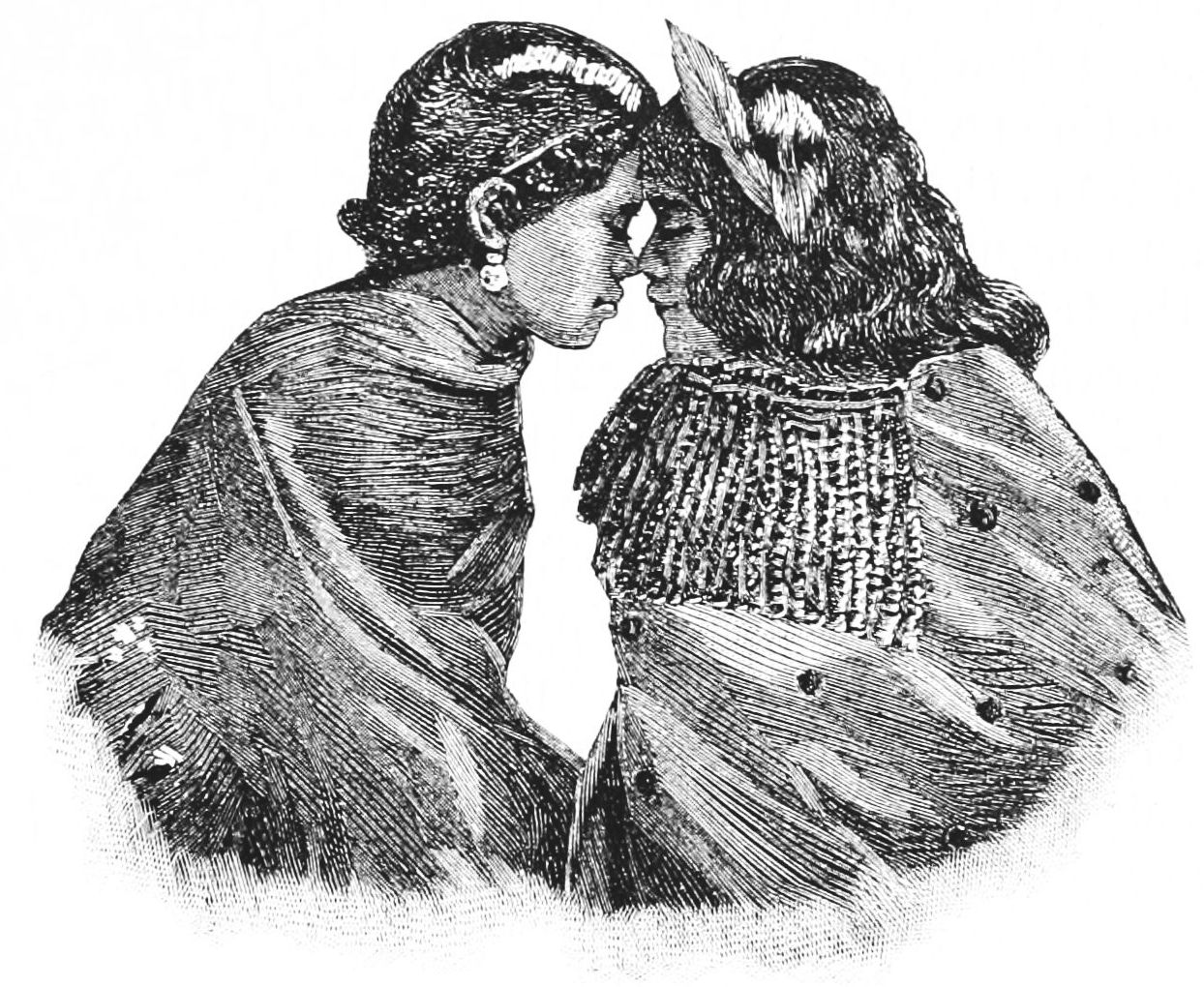
تحية الماوري PSM V42 D809

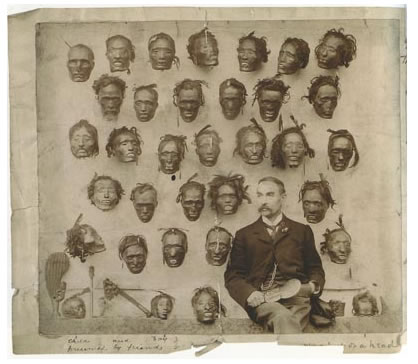
روبلي والموكوموكاي 2

- اللغات
- الأنظمة القانونية
- الأنظمة السياسية
- المنهج العلمي
- الرياضة
- منظومة المعتقدات

## انتقال الثقافة
إن إحدى الطرق التي قد يتم من خلالها نشر الإبداعات الثقافية هي الانتقال الثقافي. يشير انتقال الثقافة إلى الوسيلة التي يتم من خلالها مشاركة أفكار وأنماط سلوكيات ثقافية محددة حتى تصبح واقعًا ثقافيًا فعليًا ووفقًا لمارك جيه شوارتز، فإن الأشخاص ذوي المكانة في المجتمع يلعبون دورًا هامًا في تحديد ما يتم اعتباره واقعًا ثقافيًا. ويمتلك مثل هؤلاء الأشخاص أنواع المهارات والمعرفة المناسبة ضمن المجتمع لتساعد في نقل الأفكار بأسلوب يقبله المجتمع ككل، ومن خلال هذا الأسلوب يمكن أن تصبح الإبداعات الثقافية واقعًا ثقافيًا.

## دراسة حالة: شعب الماوري في نيوزلندا
افترض آلن هانسن أن العديد من جوانب ثقافة شعب الماوري قد تم ابتكارها بواسطة الباحثين الأوروبيين الذين اعتادوا على النظم التحليلية التي تركز على الهجرة لمسافات طويلة والانتشار. وبسبب هذا، ظن هانسن أن الباحثين الأوروبيين هم من خرجوا بفكرة أن «أسطولاً ضخمًا» بقيادة رجل يدعى كوب جاء من جزيرة مجاورة وهو المسؤول عن الاكتشاف والتعمير الأولي لنيوزلندا. وعلى الرغم من أن أسلاف الشعب الماوري قد وصلوا على الأرجح من جزيرة مجاورة بواسطة زوارق صغيرة، إلا أن هانسن اعتقد أن تكوين قصة الأسطول الضخم كان لتبسيط التقاليد المختلفة للشعب الماوري وتوحيدها في تقليد واحد. بالإضافة إلى ذلك، ابتكر الباحثون عبادة لما أسموه آيو (Io) لتعزيز مكانة الشعب الماوري في عيون المجتمع الأوروبي. وكان يعتقد أن آيو كائن سام يسيطر على جميع آلهة شعب الماوري الآخرين. وتتشابه قصة خلق آيو للعالم مع تلك القصة الموجودة في سفر التكوين من الإنجيل، ووصل التشابه إلى حد أنه تم اعتبارها ابتداعًا أوروبيًا. وأكد هانسن أن هذه القصص وغيرها من عناصر تقاليد شعب الماوري قد تم إدراجها واتخاذها كحقيقة من قبل الشعب الماوري وأنهم تناقلوها عبر الأجيال بطريقة التاريخ الشفهي. ووفقًا لهانسن، «تم إدراج قصص الإله آيو والأسطول الضخم إلى التقاليد الماورية ونقلها كبار السن إلى الصغار عبر سرد الحكايات والخطابة وغيرها من السياقات الماورية».